# Ua Pou (comune)
Ua Pou è un comune della Polinesia francese nelle Isole Marchesi e comprende l'isola di Ua Pou divisa in un comuni associati, il comune è così suddiviso:
Comune associato di Hakahau:
- Hakahau (sede comunale)
- Hakahetau
- Hakamoui (Hakamui)
- Paumea
- Hohoi

Comune associato di Hakamaii:
- Hakamaii
- Haakuti
- Hakatao